# Kappruet
Kappruet är en skidanläggning vid byn Messlingen i västra Härjedalen. Huvudliften – den 1 000 meter långa Teleski-knappliften – når en platå cirka 850 meter över havet. Bergstoppen Kappruskaftet når 1 003 meter över havet.